# 邱建良
邱建良（1990年2月20日—），中國搏擊選手，自幼隨父親學習傳統武術，主練南拳與刀棍，2008年以南拳組第一名考進阜陽師範學院，大学寒暑假期间在上海拳霸泰拳俱乐部学习泰拳，2012年大学毕业后因在全国泰拳锦标赛中表现优异，9月份入选中国泰拳国家队，在首届职业泰拳对抗赛中就KO了仑披尼拳场拳王微线猜，之后便自费赴泰国学习泰拳，回国后2013年10月加入大东翔搏击俱乐部。

## 职业生涯
2014年2月16日下午在河南省体育馆举办的2014 WLF中泰最强王者之战 / MAX Muay Thai 6，邱建良在第三回合TKO泰国选手赛格东。

## 所获荣誉
- 2014年 S-1 世界冠军金腰带

- 2014年 WLF男子65kg级洲际金腰带 [4]

- 2013年全国泰拳锦标赛75kg级冠军 [5]

- 2012年全国泰拳锦标赛71kg级季军 [6]

- 2011年全国泰拳锦标赛71kg级亚军 [7]